# Gotha WD 3
Die Gotha WD 3 war ein deutsches Seeflugzeug aus der Zeit des Ersten Weltkrieges. WD steht für „Wasser-Doppeldecker“.

## Entwicklung
Die WD 3 wurde als maritimer Aufklärer entworfen und war als „bewaffnetes zweisitziges Flugzeug mit einem M-G“ sowie mit „FT-Geber und -Empfänger“ nach der Einteilung der Kaiserlichen Marine ein CFT-Flugzeug. Ein weiteres Aufgabengebiet sollte die Ausbildung von Bomberbesatzungen umfassen. Das Muster wurde als dreistieliger Doppeldecker mit einer Rumpfgondel, in deren Heck sich der Motor, der eine Druckluftschraube antrieb, befand, entworfen. Von den inneren Verstrebungsebenen gingen zwei Leitwerksträger ab, an deren Enden zwei Seitenruder befestigt waren. Dazwischen war die Höhenflosse, die eine Seitenflosse auf ihrer Oberseite trug, angebracht. Als Besonderheit war die WD 3 statt für üblicherweise einen Beobachter für zwei ausgelegt, deren Arbeitsplätze sich nebeneinander im Bugstand befanden. Der Flugzeugführer saß dahinter in einer offenen Kabine unter dem Baldachin des Oberflügels.
Die WD 3 wurde 1915 fertiggestellt und absolvierte die Flugerprobung beim Seeflugzeug-Versuchskommando in Warnemünde, wo sie die Marinenummer 259 erhielt. Eine Serienproduktion wurde nicht eingeleitet.

## Technische Daten
| Kenngröße                       | Daten                                                                                       |
| ------------------------------- | ------------------------------------------------------------------------------------------- |
| Besatzung                       | 3                                                                                           |
| Spannweite                      | 15,65 m                                                                                     |
| Flügelfläche                    | 54 m²                                                                                       |
| Rüstmasse                       | 1185 kg                                                                                     |
| Zuladung                        | 594 kg                                                                                      |
| Startmasse                      | 1779 kg                                                                                     |
| Antrieb                         | ein wassergekühlter Sechszylinder-Reihenmotoren mit zwei starrer Zweiblatt-Holzluftschraube |
| Typ                             | Mercedes D III                                                                              |
| effektive Leistung Nennleistung | 172 PS (127 kW) in Bodennähe 160 PS (118 kW) bei 1420/min                                   |
| Höchstgeschwindigkeit           | 100 km/h in Bodennähe                                                                       |
| Steigzeit                       | 24 min auf 1000 m Höhe                                                                      |
| Bewaffnung                      | ein bewegliches 7,9-mm-MG                                                                   |